# Seliciclib
Seliciclib (CYC202 nebo R-roscovitine) je nově[kdy?] testovaný lék na nemalobuněčný karcinom plic (NSCLC), leukémii, infekci virem HIV a virem Herpes simplex. Působí jako inhibitor cyklin-dependentních kináz jako jsou CDK2/cyklin E, CDK2/cyklin A, CDK7 a CDK 9.
Bylo zjištěno, že seliciclib in vitro účinně zabíjí buňky nemalobuněčného karcinomu plic, které nesou mutované onkogeny Ras a jsou tím pádem rezistentní vůči moderním lékům.
Lék byl vyvinut na PřP University Palackého v Olomouci a patent byl zakoupen firmou Cyclacel Pharmaceuticals, Inc.